# Conte Cornwallis
Conte Cornwallis fu un titolo della Parìa di Gran Bretagna.

## Storia

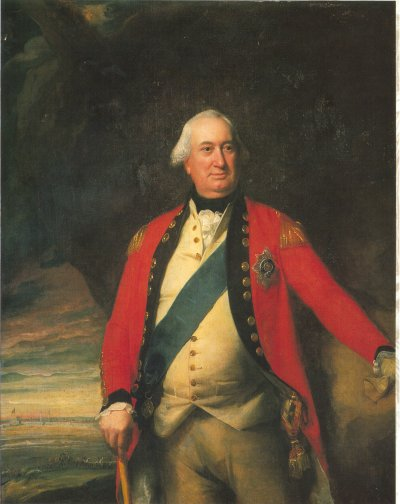
Charles Cornwallis, I marchese Cornwallis.

Il titolo venne creato nel 1753 per Charles Cornwallis, V barone Cornwallis. Il secondo conte venne creato Marchese Cornwallis ma questo titolo si estinse nel 1823, mentre la contea e gli altri titoli sussidiari si estinsero nel 1852 (la baronìa venne ricreata nel XX secolo). La famiglia Cornwallis discendeva da Frederick Cornwallis, che rappresentò Eye e Ipswich alla camera dei comuni. Egli venne creato Baronetto nel Baronettaggio d'Inghilterra nel 1627 e Barone Cornwallis, di Eye nella contea di Suffolk, nella Paria d'Inghilterra dal 1661. Egli venne succeduto da suo figlio, il secondo barone, il quale sedette nel parlamento in rappresentanza di Eye. Alla morte di questi i titoli passarono a suo figlio, il terzo barone, il quale prestò servizio come Primo Lord dell'Ammiragliato. Suo figlio, il quarto barone, fu Lord Luogotenente del Suffolk e Postmaster General of the United Kingdom.
Egli venne succeduto da suo figlio, il quinto barone. Nel 1753 egli venne creato Visconte Brome, nella contea di Suffolk, e Conte Cornwallis nella parìa di Gran Bretagna. Suo figlio, il secondo conte, fu un militare di rilievo durante la Guerra d'indipendenza italiana e successivamente fu comandante in capo dell'India. Nel 1792 egli venne creato Marchese Cornwallis nella Parìa di Gran Bretagna. Egli venne succeduto da suo figlio, il secondo marchese, il quale fu rappresentante di Eye e del Suffolk al parlamento. Lord Cornwallis ebbe quattro figlie femmine ma nessun maschio e pertanto il marchesato si estinse alla sua morte nel 1823. Egli venne succeduto negli altri suoi titoli da suo zio, il quarto conte, il quale fu anche vescovo della Diocesi di Lichfield e Coventry dal 1781 al 1824. Egli aveva sposato Catherine, figlia di Galfridus Mann di Boughton Malherbe nel Kent. Egli venne succeduto da suo figlio, il quinto conte, il quale sedette come membro del parlamento per Eye. Nel 1814 Lord Cornwallis assunse con licenza reale il cognome del nonno materno Mann oltre al proprio cognome di casata. Egli non ebbe figli maschi sopravvissutigli e la contea, la vicecontea, la baronia ed il titolo di baronetto si estinsero alla sua morte nel 1852. Sua figlia, Lady Jemima Isabella sposò Charles Wykeham-Martin. Il loro figlio, Fiennes Wykeham-Martin assunse il cognome Cornwallis oltre al proprio cognome nel 1859. Nel 1927 il titolo dei Cornwallis venne ripristinato quando il figlio di questi, Fiennes Cornwallis venne elevato al rango di Barone Cornwallis.
Altri membri della famiglia Cornwallis ebbero grande distinzione. Edward Cornwallis, sesto figlio del IV barone, fu un soldato valente ed è conosciuto per essere il fondatore della città di Halifax. Suo fratello gemello, il reverendo Frederick Cornwallis, fu Arcivescovo di Canterbury. William Cornwallis, fratello minore del primo marchese, fu Ammiraglio della Royal Navy.

## Baroni Cornwallis (1661)
- Frederick Cornwallis, I barone Cornwallis (1610–1662)
- Charles Cornwallis, II barone Cornwallis (1632–1673)
- Charles Cornwallis, III barone Cornwallis (1655–1698)
- Charles Cornwallis, IV barone Cornwallis (1675–1722)
- Charles Cornwallis, V barone Cornwallis (1700–1762) (creato Conte Cornwallis nel 1753)

## Conti Cornwallis (1753)
- Charles Cornwallis, I conte Cornwallis (1700–1762)
- Charles Cornwallis, II conte Cornwallis (1738–1805) (creato Marchese Cornwallis nel 1792)

## Marchese Cornwallis (1792)
- Charles Cornwallis, I marchese Cornwallis (1738–1805)
- Charles Cornwallis, II marchese Cornwallis (1774–1823)

## Conti Cornwallis (1753; ricreato)
- James Cornwallis, IV conte Cornwallis (1743–1824)
- James Mann, V conte Cornwallis (1778–1852)